# 托尔特克

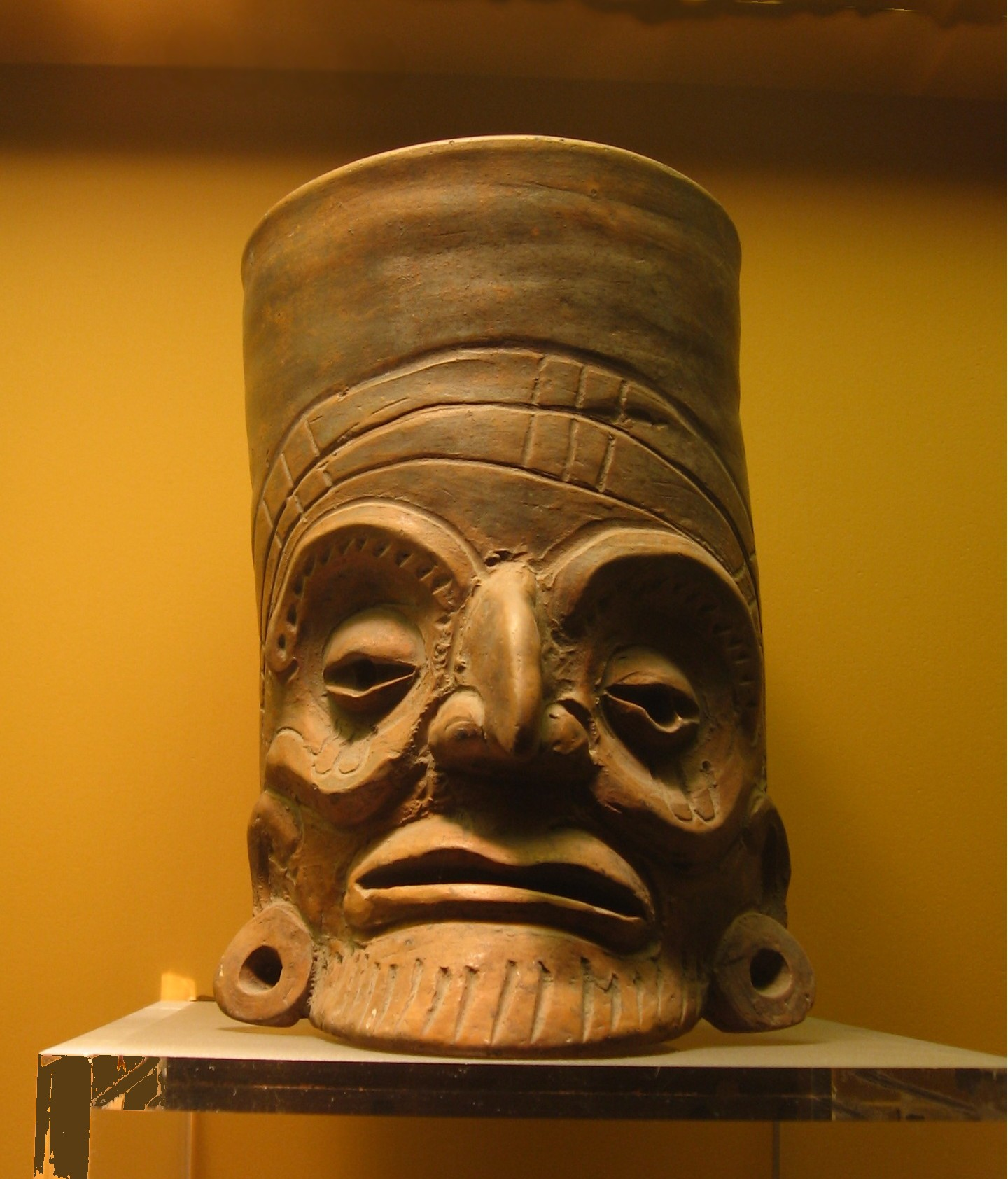
一個托尔特克風格的橘色陶器，收藏於美國自然史博物館。

托爾特克文明（英語：Toltec；西班牙語：Cultura tolteca 或 civilización tolteca）是一個高度發展於約10世紀至12世紀中期的文明，它主要所在的地區今屬墨西哥中部。它延續先前中部美洲的文明特徵。阿茲特克繼承該文明的特徵，並視該文明偉大且繁榮，甚至宣稱其源自該文明。
大多有關該文明的資訊來自阿茲特克，以及西班牙殖民時期的口述傳統文獻記錄。阿茲特克對於該文明非常崇敬，並致力於將有關神話和事實混合，以建立和該文明之間的世系關係。研究者也仔細根據瑪雅文明有關記載及考古證據進行比對，以找出該文明的基本要素。